# Ruska mafija
Ruska mafija (rus. русская мафия) je kriminalna i gospodarska organizacija nastala u bivšem Sovjetskom Savezu. Ilegalna društveno-politička organizacija bavi se organiziranim kriminalom u kojem dominira krijumčarenje oružja i narkotika te trgovina ljudima. 
Ruska mafija okuplja pripadnike različitih etničkih grupa no u najvećem omjeru riječ je o ruskim državljanima. Ruska mafija posebno je aktivna na prostorima bivšeg Sovjetskog Saveza gdje prema lokaciji često mijenja ime pa je ona u Ukrajini često poznata i kao »Ukrajinska mafija«, u Estoniji kao »Estonska mafija« ili u Gruziji kao »Gruzijska mafija«.

## Povijest kriminala
Svjetski mediji smatraju da je ruska mafija trenutno najopasnija kriminalna organizacija na svijetu. Svoje korijene djelomično vuče još iz razdoblja Ruskog Carstva, a podržavali su je različiti režimi u vrijeme raspada Sovjetskog Saveza i privatizacije, kada je konačno postala najznačajniji faktor u bivšoj velesili. Tada se još zarađivalo na običnoj trgovini s prehrambenim proizvodima i ilegalnom dobavljanju različitih roba sa Zapadnog tržišta. 
Komunistički režim potaknuo je mnoge pripadnike mafijaške organizacije na napuštanje Sovjetskoga Saveza do 1980.-tih, no po njegovom raspadu njihov će interes za širenje kriminalnih radnji u bivšim sovjetskim državama porasti. Upravo u 1990.-tima dolazi do procvata ruske mafije, posebno u Rusiji i rusofonoj jugoistočnoj Ukrajini. Već 1992. godine ona je kontrolirala 30 do 40 posto ruskog bruto nacionalnog dohotka, a danas kontrolira oko sedamdeset posto ruske privrede. U ranom tranzicijskom razdoblju cilj mafijaša između ostalog su bile banke, velika trgovačka i industrijska poduzeća. Stradavanja uglednih ili sumnjivih poduzetnika bila su izuzetno česta, posebno u samoj Rusiji. Problem se produbio kada su mnogi bivši članovi KGB-a prešli u redove mafije, što uključuje i danas istaknute političare. 
Ruska mafija danas je aktivna u cijelom svijetu, posebno u samoj Rusiji, Ukrajini, SAD-u, Izraelu, Španjolskoj i drugim državama. U svakoj od država javljaju se različiti problemi, naprimjer u Ukrajini je to trgovanje oružjem i prostitucija, u Španjolskoj je to trgovanje ljudima i narkoticima, u drugim državama ti i drugi oblici kriminalnih radnji, poput pranja novca. Ruska mafija također surađuje s poznatom Talijanskom i Kolumbijskom mafijom. Surađuje i s manje poznatim kriminalnim organizacijama poput onih u Srbiji, Bugarskoj i drugim državama Europe i svijeta. Poznati su ruski mafijaši Viktor Bout, Aleksandar Solinik, Sergej Mikhailov i drugi.
Vjeruje se da je danas vodeći šef Ruske mafije Semjon Mogiljevič rođen u Kijevu 1946. godine. Inače židovskog porijekla, smatra se vođom svih drugih ruskih mafijaških glavešina te najopasnijim pripadnikom ruske zločinačke organizacije. Njegovim prebivalištem i poslovnim središtem smatra se Moskva.

## Vanjske poveznice
- Russian Mafia's Worldwide Grip  Arhivirana inačica izvorne stranice od 27. veljače 2009. (Wayback Machine)